# WealthSimple
Wealthsimple Inc. — канадская онлайн-служба управления инвестициями. Фирма была основана в сентябре 2014 года Майклом Катченом, Бреттом Хьюникаттом и Руди Адлером и базируется в Торонто По состоянию на ноябрь 2021 года под управлением компании находятся активы на сумму более 15 миллиардов канадских долларов. Входит в холдинг Power Corporation of Canada косвенно на 42,5 % за счёт инвестиций, сделанных через их активы в Power Financial, IGM Financial и Portag3.

## История
В 2015 году компания Product Hunt Toronto удостоила Wealthsimple своей первой награды «Продукт года». В 2016 году 20-я ежегодная премия Webby Awards назвала Wealthsimple лучшим веб-сайтом, посвященным финансовым услугам и банковским услугам. В марте 2016 года Wealthsimple начала предлагать клиентам доступ к социально ответственным инвестиционным фондам. В мае 2016 года фирма объявила о партнерстве с Mint, что позволило клиентам синхронизировать свой инвестиционный счёт Wealthsimple с программным обеспечением Mint для составления бюджета. Кроме того, в том же месяце Wealthsimple запустила Wealthsimple for Advisors, автоматизированную платформу для финансовых консультантов. Услуга предназначена для консультантов, которые хотят поддерживать клиентов со счетами ниже их минимальных требований.
5 апреля 2018 года компания запустила Wealthsimple Save, высокопроцентный сберегательный счёт со ставкой, которая всегда будет выше, чем у традиционных банков. Wealthsimple Trade, мобильное приложение для торговли акциями и биржевыми фондами (ETF) с нулевой комиссией, было доступно в виде бета-версии в августе 2018 года и публично запущено в марте 2019 года.
По состоянию на март 2019 года Wealthsimple публично поддерживает синхронизацию Wealthica через свой безопасный открытый API.
В январе 2020 года Wealthsimple запустила Wealthsimple Cash для клиентов из Канады, гибридный сберегательный/текущий счёт, предлагающий высокие проценты на остатки. Расходные функции, такие как дебетовая карта Visa, электронные переводы, оплата счетов и депозиты зарплаты/чека, планируется развернуть до 2020 года.
По состоянию на март 2020 года Wealthsimple Trade перестала справляться с объёмом сделок, которые размещали их клиенты, и начала ограничивать количество пользователей и помещать некоторых инвесторов в списки ожидания.
В ноябре того же года Wealthsimple Cash перешла со сберегательного счета на одноранговое приложение для денежных переводов. Впервые запущенное в бета-версии, приложение стало широко доступным в марте 2021 года.
В октябре 2022 года Wealthsimple объявила, что стала первым небанковским некредитным учреждением Канады, которому Банк Канады одобрил прямой расчётный счёт, что проложило путь к его доступу к будущей канадской железнодорожной платежной системе в режиме реального времени.

## Продукты
- Wealthsimple Invest — автоматизированная инвестиционная служба компании, которая управляет инвестициями пользователей с помощью персонализированного портфеля биржевых фондов с низкой комиссией.
- Wealthsimple Cash — одноранговая платформа для денежных переводов.
- Wealthsimple Trade — самостоятельная инвестиционная платформа, позволяющая пользователям покупать и продавать различные отдельные акции и биржевые фонды (ETF) на основных биржах Канады и США.
- Wealthsimple Crypto — платформа компании для покупки и продажи нескольких криптовалют, включая BTC и ETH.
- Wealthsimple Tax (ранее SimpleTax) — универсальная платформа для подготовки и подачи налоговых деклараций.